# The Trashmen
The Trashmen war eine 1962 gegründete US-amerikanische Surf-Rock-Band.

## Geschichte
Die Band formierte sich im Jahr 1962 in Minneapolis aus der 1959 gegründeten Band Jim Thaxter & the Travelers. Mit ihrem Hit Surfin’ Bird, einer Kombination der Stücke The Bird’s the Word und Papa-Oom-Mow-Mow der Doo-Wop-Gesangsgruppe The Rivingtons, mit einigen verrückten Textzeilen und markantem Schlagzeug versehen, erreichten sie 1964 Platz vier der Billboard Hot 100. Nachdem die erste Auflage der Single die Trashmen als Autoren des Stückes ausgewiesen hatte, wurde nach eingehender Rechtsberatung auf folgenden Pressungen der Single The Rivingtons als Komponisten angegeben. Von dem Titel erschienen in späteren Jahren einige Coverversionen, unter anderem von The Beach Boys und den Ramones, von The Cramps sowie von der deutschen Thrash-Metal-Band Sodom. Außerdem ist das Musikstück enthalten in verschiedenen Kinofilmen (zum Beispiel in Full Metal Jacket, in Werner – Gekotzt wird später! und in Pink Flamingos), in Fernsehserien (zum Beispiel Family Guy) sowie in Computerspielen (zum Beispiel in Battlefield Vietnam und in der Vorschau von Magicka Vietnam).
Nach der zwischenzeitlichen Auflösung der Band im Jahr 1967 gab es 1982 ein Revival; die Band spielte daraufhin bis zum Tode Steve Wahrers im Jahr 1989 in Originalbesetzung weiter. Den vakanten Posten des Schlagzeugers übernahm Tony Andreasons Bruder Mark, mit dem die Band in den 1990er-Jahren noch gelegentlich auftrat. 2009 wurde Mark Andreason als Schlagzeuger durch Robin Reed, den Sohn des Bassisten Bob Reed, abgelöst. Seit 2016 ist die Band erneut getrennt.

## Diskografie

### Alben
- 1964: Surfin’ Bird (EP)
- 1964: Surfin’ Bird
- 1964: Bad News (EP)
- 1990: Live Bird ‘65–‘67
- 1994: Great Lost Album!

### Kompilationen (Auswahl)
- 1984: Rockabilly Psychosis & The Garage Disease
- 1992: Tube City! The Best of the Trashmen
- 1995: Pulp Rock Instros – Vol 1
- 1996: Cowabunga! Surf Box
- 1998: Bird Call! The Twin City Stomp of The Trashmen (4-CD-Box)[1]
- 2003: Lost Legends of Surf Guitar – Vol. 02
- 2006: Pulp Action – The Tarantino Connection Volume One

### Singles
- 1963: Surfin’ Bird / King of the Surf
- 1963: Bird Dance Beat / A-Bone
- 1964: Bad News / On the Move
- 1964: Peppermint Man  / New Generation
- 1964: Whoa, Dad  / Walkin’ My Baby
- 1964: Dancin’ With Santa / Real Live Doll
- 1965: Bird ‘65 / Ubangi Stomp
- 1965: Keep Your Hands Off My Baby / Lost Angel
- 1966: Same Lines / Hangin’ On Me
- 1966: Surfin’ Bird (B-Seite: Liar Liar von The Castaways)

## Trivia
In der US-amerikanischen Zeichentrickserie Family Guy wird das Lied Surfin’ Bird von The Trashmen häufig als Running Gag von der Hauptfigur Peter Griffin verwendet.